# چغوک‌ماهیان
چَغوک‌ماهیان یا جاشره‌ماهیان (Mojarra یا Gerreidae) نام یکی از خانواده‌ها از ماهیان است.
این ماهیان بدن بلند و بیضی‌شکل، سر بدون فلس، دندان‌های کوچک و خاردار و باله دم دوشاخه به طول ۲۰ سانتی متر دارند.
چغوک‌ماهیان در آب‌های کم‌ژرفا و ژرف تا عمق ۵۰ متری زندگی نموده و از موجودات ریز غذای خود را تهیه می‌کنند.

## گونه‌های آب‌های ایران
- چغوک رشته‌دار

طول بدن آن ۲۰ سانتی‌متر است. در آب‌های  کم‌ژرفا تا عمق ۴۰ متری و گاهی در مناطق صخره‌ای وسنگی زندگی نموده و از میگوها و سخت‌پوستان غذای خود را تهیه می‌کند.
- چغوک پشت‌طلایی

طول بدن آن ۱۵ سانتی‌متر است. در آب‌های کم‌ژرفا و خورها به صورت گروهی زندگی نموده و از سخت‌پوستان و ماهیان کوچک غذای خود را تهیه می‌کند.

## سرده‌ها
- Diapterus رانزانی، ۱۸۴۲
- Eucinostomus بیرد و ژیرارد، در بیرد، ۱۸۵۵
- Eugerres جُردن و اِوِرمَن، ۱۹۲۷
- Gerres کوئوی و گیمار، ۱۸۲۴
- Parequula اشتاینداخنر، ۱۸۷۹
- Pentaprion  بلیکر، ۱۸۵۰
- Ulaema  جردن و اورمن در جردن، ۱۸۹۵

## منبع
اسدی، هدایت و دیگران، اطلس ماهیان خلیج فارس و دریای عمان، سازمان تحقیقات و آموزش شیلات ایران، تهران: ۱۳۷۵.